# Командный чемпионат СССР по переписке 1975—1978
Командный чемпионат СССР по шахматам по переписке 1975—1978 — 5-й чемпионат.

## Командные результаты
1. Ленинград — 100 очков из 144
2. РСФСР — 99½
3. Латвия — 92½
4. Украина — 83
5. Москва — 80½
6. Белоруссия — 73½
7. Казахстан — 67½
8. Эстония — 64½
9. Молдавия — 63
10. Узбекистан — 61
11. Азербайджан — 59
12. Таджикистан — 48
13. Литва — 44

## Индивидуальные результаты команды-победительницы
1. А. Решко — 4 очка из 12
2. В. Кириллов — 9
3. Я. Фельдман — 6½
4. С. Королёв — 11
5. В. Лявданский — 8
6. А. Геллер — 10½
7. В. Иванов — 7½
8. А. Михайлов — 11
9. Г. Несис — 6½
10. А. Дэуэль — 8½
11. В. Варламов — 8
12. Л. Шерих — 9½

## Турнир первых досок
1. П. Дубинин (РСФСР) — 10 очков из 12
2. А. Уфимцев (Казахстан) — 9½
3. У. Ибадлаев (Узбекистан) — 8½
4. Н. Журавлёв (Латвия) — 8;
5. Ю. Сахаров (Украина) — 7½
6. Э. Балендо (Белоруссия) — 6½
7. Х. Пяэрен (Эстония) — 6
8. И. Фиглер — 5½
9—11. Л. Амбразайтис (Литва), А. Решко, Ф. Фильцер (Москва) — по 4
12. С. Катаев (Таджикистан) — 2½
13. А. Моргулев (Азербайджан) — 2

## Лучшие результаты по доскам
1. П. Дубинин — 10 очков;
2. А. Королёв (Москва) — 9½
3. А. Войцех (Белоруссия) — 9
4. С. Королёв — 11
5. И. Копылов — 8½
6. А. Геллер — 10½
7. Р. Ритумс (Латвия) — 10½
8. А. Михайлов — 11;
9. В. Братцев, В. Долгих (Казахстан), В. Нагорнов (РСФСР), В. Страутыньш (Латвия) — по 8½
10. А. Попов (РСФСР) — 9½
11. А. Скуя (Латвия) — 9½
12. Л. Шерих — 9½